# Francisco de Almeida Portugal, 2.º Conde do Lavradio
Francisco de Almeida Portugal GCTE • GCC • ComNSC (Lisboa, 12 de Julho de 1796 – Roma, 1 de Fevereiro de 1870) foi Conde do Lavradio e membro da Academia Real das Ciências de Lisboa. Foi também Ministro de Estado, após a vitória do liberalismo em Portugal, ministro plenipotenciário, diplomata e conselheiro de embaixada em diversas cortes europeias, e detentor de várias honras, tal como Comendador da Ordem de Nossa Senhora da Conceição de Vila Viçosa.
Oitavo filho do 3.º Marquês do Lavradio, D. António Máximo de Almeida Portugal, e da sua esposa D. Ana Teles da Silva, é tido por um dos mais hábeis diplomatas portugueses.

## Biografia
Iniciou a sua carreia política em 1818, ano em que foi nomeado conselheiro de embaixada na capital espanhola, e, em 1819, transferido para o mesmo cargo na cidade de Paris. Exerceu este último cargo até, em 1821, serem abolidos os conselheiros de embaixada, sendo encarregado de partir, então, para a capital da Áustria-Hungria. Todavia, o Príncipe de Metternich não quis conhecer um governo saído de uma revolução liberal, da qual não era apologista, e Almeida Portugal teve que ficar em Paris, em comissão, encarregado de negociar com o ministro da Áustria-Hungria, naquela corte, o reconhecimento do governo liberalista do pequeno estado ibérico. As pretensões portuguesas não se concretizaram, havendo Metternich jurara acabar com os governos liberais, e foi convidado a tornar-se encarregado de negócios nos Estados Unidos, em 1824.

### Apreciação
Seguia ardentemente o partido constitucional, o único de sua família, sendo feito segundo conde de Lavradio por D. Maria II de Portugal. Ministro de Estado, par do reino, veador da Fazenda da infanta D. Isabel Maria de Bragança, comendador da Ordem de Nossa Senhora da Conceição de Vila Viçosa, grã-cruz da Ordem Militar de Cristo, da Ordem Militar da Torre e Espada, do Valor, Lealdade e Mérito, e das estrangeiras: Leopoldo da Bélgica, Ernesto Pio de Saxónia, Guelfos de Hanover e Danebrog da Dinamarca; condecorado com a Ordem da Casa de Hohenzolern de 1.ª classe, enviado em missão extraordinária à corte de Coburgo, ministro plenipotenciário em Londres, conselheiro de embaixada em outras cortes, sócio da Academia Real das Ciências de Lisboa, etc.

Francisco de Almeida Portugal.

Quando o gabinete reacionário saído da Vilafrancada o nomeou encarregado de negócios em Paris recusou aquele encargo e só em 1824 aceitou a nomeação de encarregado de negócios nos Estados Unidos. Outorgada a Carta Constitucional e organizado o governo sob os novos princípios, foi chamado ao ministério pela infanta-regente D. Isabel Maria em 1º de agosto de 1826, nomeado conselheiro de Estado em 28 de agosto. A 6 de dezembro, pediu a demissão, mas quatro dias depois tornou a ser chamado pela regente, formando governo com o general Saldanha, Trigoso, o barão de Sobral, Costa Quintela e Pedro de Melo Breyner.
Como ministro dos negócios estrangeiros, protestou contra procedimento do governo espanhol que protegia os revolucionários absolutistas, e como a protecção continuasse, viu-se obrigado a pedir socorro à Inglaterra, que prontamente enviou uma divisão comandada pelo general Clinton. Mas a situação era insustentável: a rainha D. Carlota Joaquina e as cortes intrigavam, havia dissidências entre os ministros, e D. Francisco de Almeida viu-se obrigado a pedir definitivamente a sua demissão em 6 de Junho de 1827.
O infante D. Miguel veio pouco depois tomar posse da regência, e um dos seus primeiros actos foi nomeá-lo ministro em Paris. D. Francisco de Almeida, como era deputado, não quis partir sem obter licença das cortes. No entretanto, D. Miguel dava o golpe de Estado, e ele,  protestando contra esse acto, resolveu emigrar imediatamente, indo para França, onde o partido da regência o nomeou ministro, e naquela qualidade apresentou as suas credenciais a Carlos X no dia 25 de abril de 1830.
A revolução de Julho promoveu a queda do monarca, e a 19 de setembro apresentou D. Francisco de Almeida credenciais ao rei Luís Filipe. Teve importantes encargos: o de velar por D. Maria II durante a sua residência em Paris, onde esteve completando a educação; o de auxiliar o Duque de Bragança D. Pedro IV de Portugal na organização da expedição libertadora, e favorecer no estrangeiro a causa da liberdade, então em extremos apuros, achando-se o exército de D. Pedro bloqueado no Porto.
Terminada a campanha, o governo constitucional, querendo recompensar os seus serviços, o elevou à dignidade de Conde do Lavradio em 1º de dezembro de 1834; em 1835 elegeu-o par do reino, e a 4 de abril o nomeou encarregado de negócios em Madrid. Logo no dia 23 de março partiu para Londres a tratar de negociações que reclamavam a sua elevada competência e muita prática dos assuntos diplomáticos. A 11 de dezembro de 1835, teve o encargo de tratar do casamento de D. Maria II, viúva de D. Augusto do Leuchtenberg.  O segundo marido seria D. Fernando de Sace-Coburgo-Gota, e o contrato nupcial assinou-se em 1º de dezembro de 1835, representando a rainha o Conde do Lavradio. Em seguida à cerimónia do casamento, realizada por procuração em Coburgo, e de ter acompanhado el-rei D. Fernando a Lisboa, Lavradio voltou a ocupar o seu posto de ministro de Portugal em Madrid.
A sua fama de homem de ideias liberais resolveu a rainha D. Maria II a chama-lo ao poder, quando se viu obrigada a transigir com a opinião, levada a isso principalmente pela agitação do Minho. Tomou então parte no ministério que se organizou em 26 de maio de 1846, encarregando-se da pasta dos negócios estrangeiros. O ministério durou apenas até ao golpe de Estado de 6 de Outubro do mesmo ano, e  Lavradio foi para a câmara dos pares, fazendo enérgica oposição ao governo.
Sua vocação era verdadeiramente servir o seu país no estrangeiro, e apenas subiu ao poder o ministério regenerador em 1851, foi nomeado ministro plenipotenciário em Londres, e para ali partiu em 21 de junho.  Conservou-se 18 anos neste elevado posto, dando provas do seu muito valor e da grande influencia que tinha nas cortes estrangeiras. Era um dos diplomatas estrangeiros que lorde Palmerston mais atendia. A 7 de março de 1869 foi transferido para Roma, mas a morte o surpreendeu, aos 73 anos, com mais de 50 de vida diplomática.
Em Agosto de 1826 foi nomeado conselheiro de Estado. Mas, pressionado pelas convulsões sociais, que dividiam a sociedade em liberalistas e absolutistas, resultantes do ano de 1821, demitiu-se das suas funções a 6 de Junho de 1827.
Quando Miguel de Portugal subiu ao trono com o apoio dos cortesãos absolutistas, Almeida Portugal foi prontamente nomeado ministro em Paris. Mas, já que era liberalista, Almeida Portugal aproveitou o facto de ser deputado para não querer partir sem obter licença das cortes. É, mesmo assim, nomeado.
Entretanto Miguel toma definitivamente "as rédeas de Portugal" com um atribulado golpe de Estado. Contra este acto, Almeida Portugal emigrou imediatamente para a França, onde o partido da regência o tornou ministro, e em tal qualidade apresentou as suas credenciais ao rei Carlos X de França, a 25 de Abril de 1830.
O estado absolutista desmoronou rapidamente e Almeida Portugal passou a ter, a partir desse ano, relevantes cargos, entre eles, o de velar pela rainha Maria II, durante a sua residência em Paris, e o de auxiliar o Duque de Bragança, Pedro.
Foi determinante em várias campanhas promotoras das aspirações liberalistas, por toda a Europa, e, por tal, o governo decidiu retribuir-lhe, elevando-o a Conde do Lavradio a 1 de Dezembro de 1834 e, em 1835, foi eleito par do reino. Foi também neste ano convidado a tomar frente nos negócios em Madrid, cidade onde já havia trabalhado. Este cargo é interrompido com a chamada à corte portuguesa para tratar do segundo casamento de Maria II, viúva. O conde foi determinante no contrato de núpcias, representando neste, a própria rainha. Mas logo retorna às suas importantes funções em Madrid.
Em 1851 é, enfim, nomeado, pelo Estado, ministro plenipotenciário em Londres, e para lá partiu no mesmo ano, mantendo-se no elevado posto diplomático cerca de 18 anos.
Em Londres a sua póstuma fama de diplomata português, tornou-o numa das mais conhecidas personalidades da cidade inglesa, frequentando vulgarmente os bailes da nobreza e da realeza britânica.
Foi depois transferido para a cidade italiana de Roma. Mas logo faleceu em 1870, na mesma cidade, deixando para trás 50 anos de carreira diplomática.

### Casamento
Casou em 10 de Julho de 1840 com D. Joaquina José de Melo Silva César e Menezes, dama da Ordem de Santa Isabel, filha do 9º Conde de S. Lourenço, António José de Mello Silva e Menezes, e 
de Teresa Maria do Resgate Correia de Sá. A esposa morreu em 22 de dezembro de 1858 em Londres. Casou de novo em Madrid a 10 de Fevereiro de 1866 com D. Maria Rita Tenório y Moscoso, filha de D. Pedro Carlos Tenório y Moscoso e de sua mulher, D. Maria da Luz Miranda e Silva.